# Erislandy Savón
Erislandy Savón est un boxeur cubain, né le 27 juillet 1990 à Guantánamo. Il est le neveu de Félix Savón.

## Carrière
Sa carrière amateur est dans un premier temps marquée par une médaille d'or aux championnats panaméricains de Mexico en 2009 dans la catégorie super-lourds et par une médaille d'argent en poids lourds à Quito en 2010.
Qualifié aux Jeux olympiques d'été de 2016 à Rio de Janeiro, il remporte une médaille de bronze dans la compétition des poids lourds en ne s'inclinant qu'en demi-finale face au boxeur kazakh Vassiliy Levit. L'année suivante, il devient champion du monde de boxe amateur à Hambourg toujours en poids lourds.

## Palmarès

### Jeux olympiques
- Médaille de bronze en -91 kg en 2016 à Rio de Janeiro, Brésil

### Championnats du monde de boxe amateur
- Médaille d'or en -91 kg en 2017 à Hambourg, Allemagne

### Championnats panaméricains de boxe amateur
- Médaille d'argent en -91 kg en 2010 à Quito, Équateur
- Médaille d'or en +91 kg en 2009 à Mexico,  Mexique